# Rebote del gato muerto

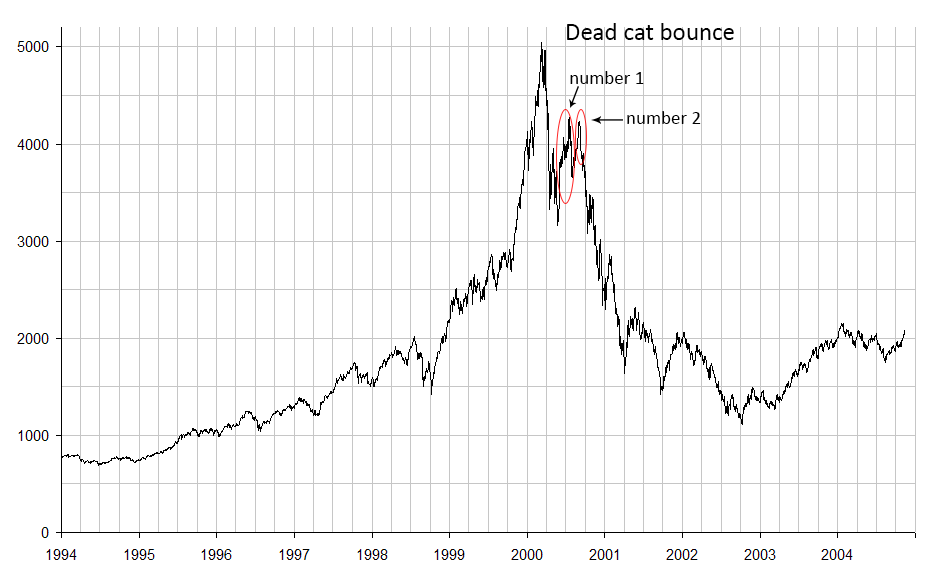
Varios rebotes del gato muerto en el segundo semestre de 2000 y en 2001, tras el estallido de la burbuja de las puntocom (índice Nasdaq Composite).

En finanzas, el rebote del gato muerto (del inglés dead cat bounce), es una pequeña y breve recuperación del precio de una acción en caída. La expresión, originada en Wall Street, deriva de la idea de que "incluso un gato muerto rebota si cae desde una gran altura".  Popularmente, también se aplica a los casos en los que un sujeto experimenta un breve resurgimiento durante o después de un severo declive.

## Historia
La primera mención de la frase en los medios de comunicación se remonta a diciembre de 1985, cuando los mercados bursátiles de Singapur y Malasia se recuperaron tras sufrir una fuerte caída durante la recesión de aquel año. Los periodistas del Financial Times Horace Brag y Wong Sulong señalaron que la subida del mercado era "lo que llamamos un rebote del gato muerto". Las economías de Singapur y Malasia siguieron cayendo después de dicha declaración, aunque ambas se recuperaron en los años siguientes.
La expresión también se utiliza en ámbitos políticos para referirse a un candidato o un político que muestra un pequeño repunte positivo en su aprobación después de un acusado y rápido deterioro.